# Jessica Iskandar
Jessica Iskandar (Jacarta, 29 de janeiro de 1988) é um atriz e comediante indonésia. Também conhecida por seu apelido Jedar.

## Carreira
Jessica começou sua carreira como modelo. Ela estudou na escola de modelagem John Casablanca. Estreou no cinema em 2005 como Kara em Dealova. Em 2007, fez parte do elenco de Diva, produzido na Malásia.
De 2008 a 2012, Jessica participou de várias novelas e filmes de televisão, como Gadis Pengantar Telur (2010) com Vino Bastian, Cinta Pura-Pura Nyasar (2010), ao lado de Rio Dewanto e Vicky Nitinegoro.
Atualmente, Jessica possui uma linha de moda e cosméticos, aluguel de casas de campo e sua própria padaria, que recebeu o nome de seu filho.

## Filmografia
| 2005 | Dealova             | Dealova             |
| 2007 | Diva                | Diva                |
| 2008 | Coblos Cinta        | Perfurar Amor       |
| 2009 | Nazar               | Voto                |
| 2010 | Istri Bo'ongan      | Fingir Esposa       |
| 2012 | Pacar Hantu Perawan | Santo namorado pers |